# بوم‌سازگان رودخانه

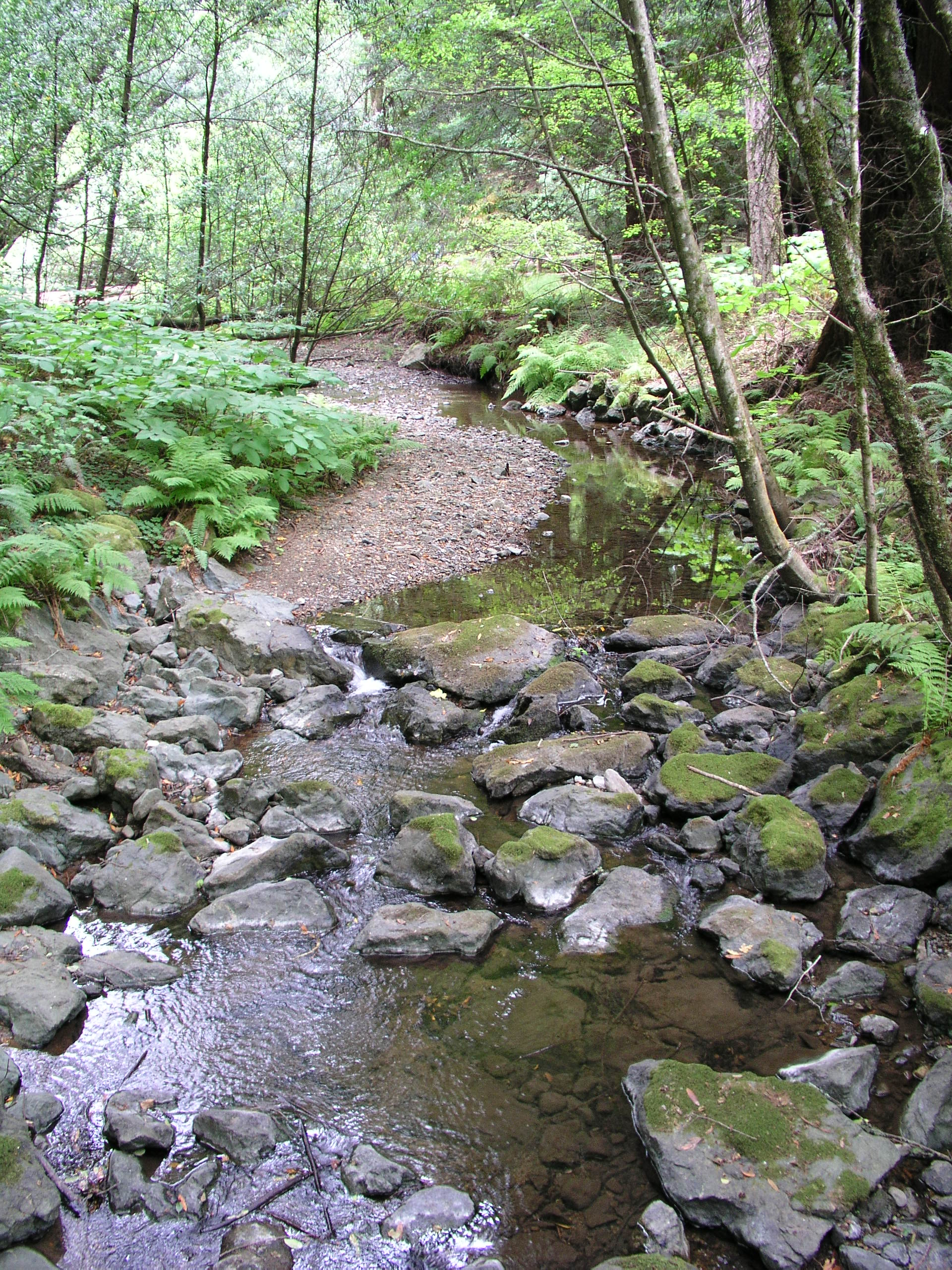
این نهر در پارک‌های ملی و ایالتی ردوود به همراه محیط زیست آن را می‌توان به عنوان یک بوم‌سازگان رودخانه‌ای در نظر گرفت.

بوم‌سازگان‌های رودخانه‌ای، آب‌های جاری هستند که چشم‌انداز را تخلیه می‌کنند و شامل فعل و انفعالات زیستی (زنده) بین گیاهان، جانوران و میکروارگانیسم‌ها و همچنین فعل و انفعال‌های فیزیکی و شیمیایی غیرزنده (غیرزنده) در بسیاری از بخش‌های آن می‌شوند. بوم‌سازگان‌های رودخانه‌ای بخشی از شبکه‌ها یا حوضه‌های آبخیز بزرگ‌تر هستند، جایی که جریان‌های کوچک‌تر سرچشمه به نهرهایی با اندازه متوسط می‌ریزند، که به تدریج به شبکه‌های رودخانه‌ای بزرگ‌تر می‌ریزند. مناطق عمده در بوم‌سازگان رودخانه توسط شیب بستر رودخانه یا سرعت جریان تعیین می‌شود. آب متلاطم با حرکت سریع‌تر معمولاً دارای غلظت بیشتری از اکسیژن محلول است که از تنوع زیستی بیشتری نسبت به آب کندرو در استخرها پشتیبانی می‌کند. این تمایزها اساس تقسیم رودخانه‌ها به رودخانه‌های بالادست و پایین‌دست را تشکیل می‌دهد.

نمونه‌ای از شبکه غذایی رودخانه

## نگارخانه

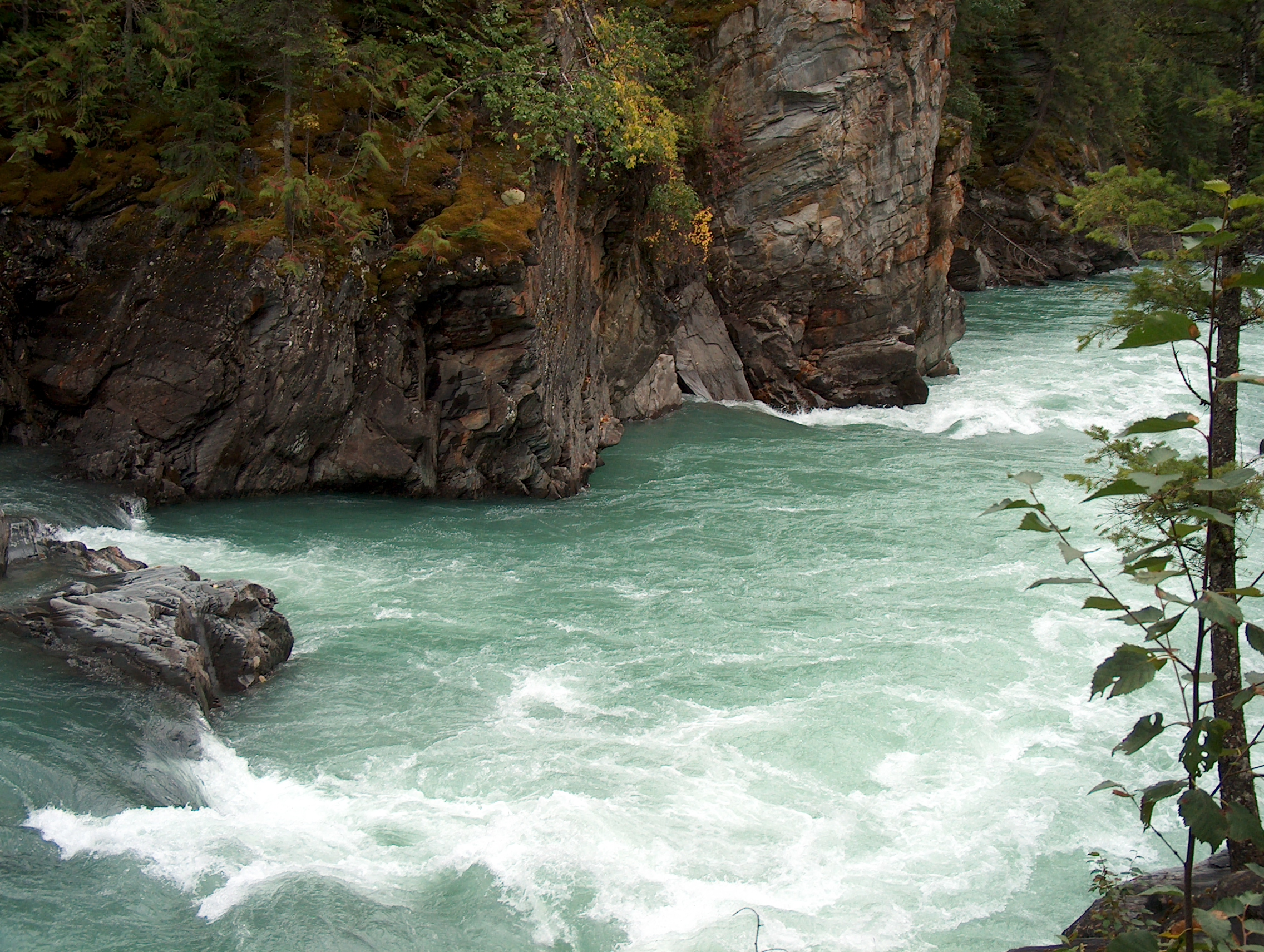
تندآب در پارک ایالتی کوه رابسون
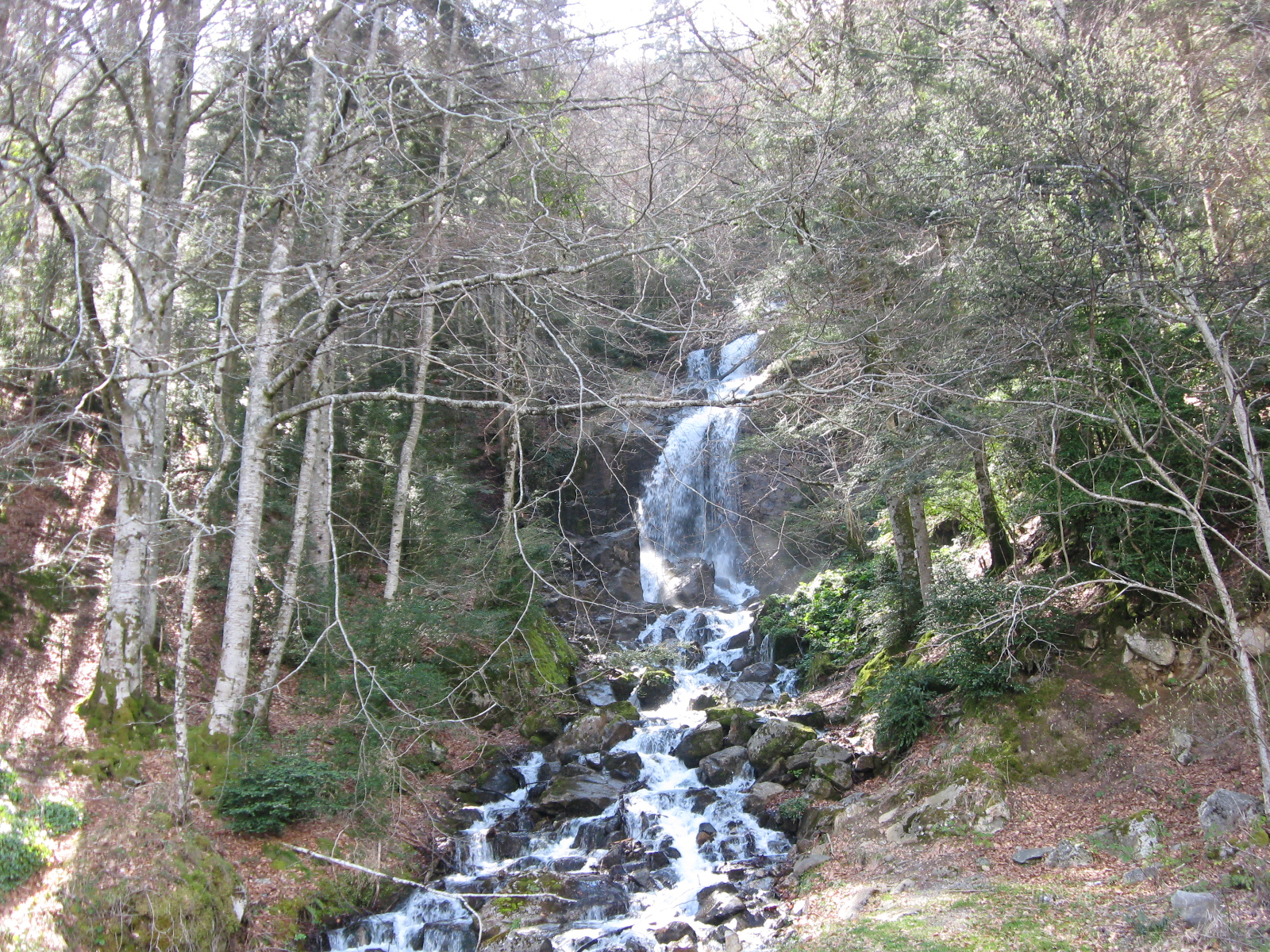
آبشار در پیرنه
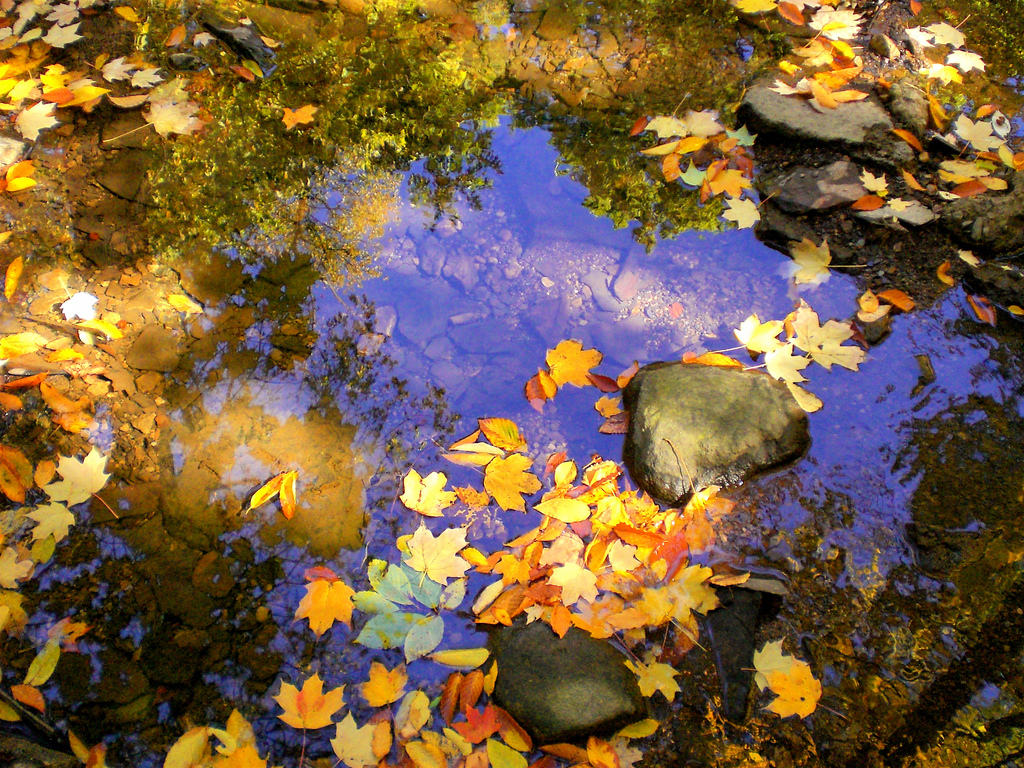
بستر برگ یک منبع انرژی آلوکتون است

 درگاه Ecology